# .mf
.mf e бъдещ интернет домейн от първо ниво за Сен Мартен. Представен е през 2007. Тъй като Сен Мартен е определен за отвъдморско владение и му е отнето домейн името, следвайки решение от 21 септември 2007 и изпълнено на 15 юли 2007
Понастоящем Сен Мартен ползва името на Гваделупа, .gp и това на Франция .fr.